# G̃
G̃ (malé písmeno g̃) je speciální písmeno latinky. Nazývá se G s vlnovkou. Nachází se pouze v abecedě guaranštiny, kde značí nazální souhlásku, ale dříve se nacházelo také ve filipínštině, sumerštině a severní sámštině. V guaranštině se příliš nepoužívá, bývá většinou nahrazováno písmenem Ĝ (G se stříškou/circumflexem), jelikož je těžké písmeno G̃ vložit do počítačově psaného textu. G̃ má Unicode sekvenci U+0047 U+0303 a HTML &#x0047; &#x0303;, g̃ má Unicode U+0067 U+0303 a HTML &#x0067; &#x0303;.